# Championnat de São Paulo féminin de football
Le Campeonato Paulista de Futebol Femenino est le championnat féminin de football de l'état de São Paulo. Il est organisé depuis 1997 par la Fédération de São Paulo de Football. C'est le championnat d'état brésilien le plus prestigieux.

## Palmarès

### Palmarès par édition
| Édition | Vainqueur        | Édition | Vainqueur       | Édition | Vainqueur          |
| ------- | ---------------- | ------- | --------------- | ------- | ------------------ |
| 1997    | São Paulo FC     | 2007    | Santos FC       | 2017    | Rio Preto (2)      |
| 1998    | Lusa Sant'Anna   | 2008    | Botucatu FC     | 2018    | Santos FC (4)      |
| 1999    | São Paulo FC (2) | 2009    | Botucatu FC (3) | 2019    | SC Corinthians     |
| 2000    | Portuguesa       | 2010    | Santos FC       | 2020    | SC Corinthians     |
| 2001    | SE Palmeiras     | 2011    | Santos FC       | 2021    | SC Corinthians (3) |
| 2002    | Portuguesa (3)   | 2012    | São José        | 2022    | SE Palmeiras (2)   |
| 2003    | non organisé     | 2013    | Ferroviária (3) | 2023    | SC Corinthians (4) |
| 2004    | Extra/Fundesport | 2014    | São José        |         |                    |
| 2005    | Extra/Fundesport | 2015    | São José (3)    |         |                    |
| 2006    | Botucatu FC      | 2016    | Rio Preto       |         |                    |

### Palmarès par club
|    | Club           | Victoires                  |
| -- | -------------- | -------------------------- |
| 1. | Santos FC      | 4 (2007, 2010, 2011, 2018) |
| 1. | SC Corinthians | 4 (2019, 2020, 2021, 2023) |
| 3. | Portuguesa     | 3 (1998, 2000, 2002)       |
| 3. | Botucatu FC    | 3 (2006, 2008, 2009)       |
| 3. | Ferroviária    | 3 (2004, 2005, 2013)       |
| 3. | São José       | 3 (2012, 2014, 2015)       |
| 7. | São Paulo FC   | 2 (1997, 1999)             |
| 7. | Rio Preto      | 2 (2016, 2017)             |
| 7. | SE Palmeiras   | 2 (2001, 2022)             |

## Participants
Équipes participant à l'édition 2022 :
- RB Bragantino
- Corinthians
- Ferroviária
- Palmeiras
- Pinda SC
- Portuguesa
- Realidade Jovem
- Santos FC
- EC São Bernardo
- São José EC
- São Paulo FC
- Taubaté FF